# أميري بركة
أميري بركة (بالإنجليزية: Amiri Baraka) (ولد في 7 أكتوبر 1934 باسم إفريت ليرويْ جونز، نيووارك، نيو جرزي-توفي في 9 يناير 2014 نفس المدينة). له العديد من المؤلفات في المسرح والشعر والدراما، والرواية، وعدد واسع من المقالات. قام بالتدريس في عدد من الجامعات، من بينها جامعة نيويورك في بوفالو.

## نشأته
والده هو كولت ليروي جونز كان مسؤولا في دائرة البريد وأمه آنا لويس جونز كانت عاملة في الحقل الاجتماعي. التحق بعد المدرسة في جامعة روتجرز لمدة عامين ثم أكمل دراسته في جامعة هَوَرد حيث حصل عام 1954 على شهادة بكالوريوس في اللغة الإنجليزية.
التحق بالجيش الأمريكي من عام 1954 حتى عام 1957 ثم انتقل للعيش في القسم الشرقي من منهاتن في ولاية نيويورك، وهناك التحق بمجموعة من الفنانين والموسيقيين والكتاب.
تزوج سنة 1958 بهيتي كوهن وهي أمريكية بيضاء يهودية، وفي العام 1961 أصدر مجموعته الشعرية الأولى، ومنذ ذلك الحين بدأ نجمه في السطوع.

## مسيرته
منذ انطلاقته كان واضحا عدم ثقته بالأمريكيين البيض من خلال مسرحيته الشهيرة (العبد والمرحاض) عام 1963. وقد توالت مسرحياته فيما بعد وحصلت مسرحية دوتشمان على جائزة مرموقة تحولت على إثرها إلى فيلم سينمائي.
كان من المعجبين بمالكوم إكس الذي أدى اغتياله عام 1965 إلى تغيير واسع في حياة الشاعر بركة، حيث بدأ بتطليق زوجته الأولى وتزوج من امرأة سوداء عام 1967 اسمها الأصلي سيلفيا روبنسون، واسمها الآن أمينة بركة وهي شاعرة وكاتبة أمريكية. ثم اعتنق الإسلام عام 1968 وأصبح اسمه منذ ذلك الحين الإمام أميري بركة، لكنه بعد فترة غير الاسم إلى أميري بركة وحذف كلمة الإمام، وكان ذلك بعد أن تبنى الماركسية كفلسفة عام 1974.
بدأ أميري بركة نشاطا متواصلا لقيادة المسلمين السود وأسس منظمة باسم كويدا وسرعان ما أصبح من قادة السود في الولايات المتحدة، وعضوا في أعلى هيئة لهم. ويعود لبركة الفضل في تأسيس مجلس كونغرس الشعب الإفريقي في الولايات المتحدة.
بعد اعتناق أميري بركة الماركسية، تغيرت مفاهيمه للحياة، وبدأ بالتركيز على التفسيرات العلمية بدلا من الروحية.
ألف سنة 1983 بالاشتراك مع زوجته أمينة موسوعة عن المرأة الأمريكية الإفريقية، وكسبت تلك الموسوعة جائزة مؤسسة كولمبوس. وأصدر بركة عام 1984 قصة مذكراته.

## وصلات خارجية
- Amiri Baraka Academy of American Poets
- أميري بركة على موقع IMDb (الإنجليزية)
- أميري بركة على موقع الموسوعة البريطانية (الإنجليزية)
- أميري بركة على موقع مونزينجر (الألمانية)
- أميري بركة على موقع ميوزك برينز (الإنجليزية)
- أميري بركة على موقع أول موفي (الإنجليزية)
- أميري بركة على موقع قاعدة بيانات الأفلام السويدية (السويدية)
- أميري بركة على موقع إن إن دي بي (الإنجليزية)
- أميري بركة على موقع أول ميوزيك (الإنجليزية)
- أميري بركة على موقع ديسكوغز (الإنجليزية)
- أميري بركة على موقع ديسكوغز (الإنجليزية)
- أميري بركة على موقع ديسكوغز (الإنجليزية)
- homepage of Amiri Baraka
- Amiri Baraka Discography Project
- Modern American Poetry Page: Amiri Baraka